# Мючарнок

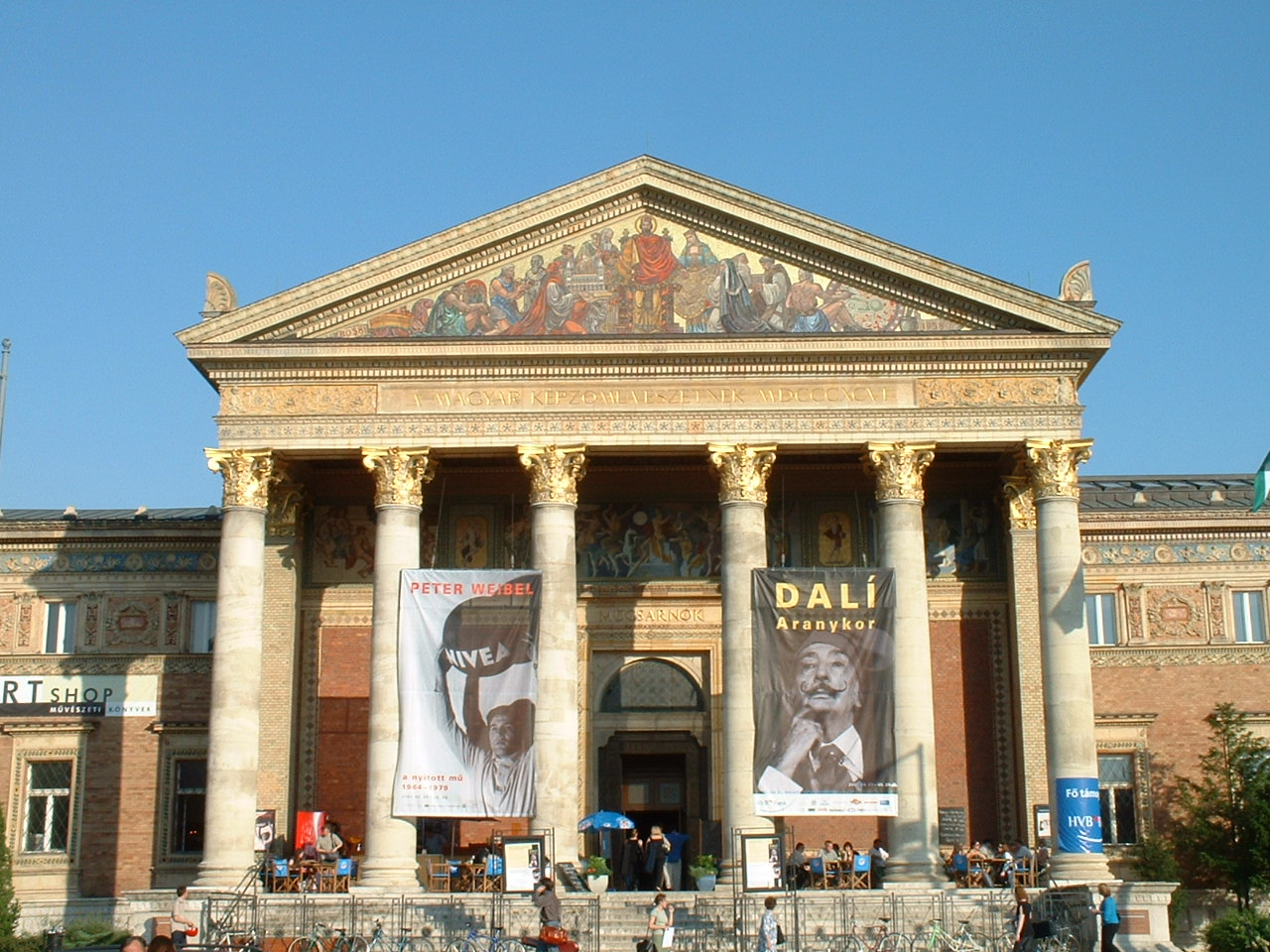
Выставочный зал «Мючарнок» на площади Героев в Будапеште

Выставочный зал «Мючарнок» (венг. Műcsarnok) — художественная галерея в Будапеште. Мючарнок расположен на площади Героев напротив Музея изобразительных искусств. Здание с шестью колоннами и яркой мозаикой на фронтоне, построенное по проекту архитекторов Альберта Шикеданца и Фюлёпа Херцога, открылось в 1895 году.
Галерея не имеет собственной постоянной экспозиции и используется для проведения различных выставок венгерского и зарубежного современного искусства.